# Miro Bilan
Miro Bilan, né le 21 juillet 1989, à Šibenik, en république fédérative socialiste de Yougoslavie, est un joueur croate de basket-ball. Il évolue au poste de pivot.

## Biographie
En mars 2016, Bilan est choisi comme meilleur joueur de la saison régulière 2015-2016 de la Ligue adriatique.
Fin juillet 2018, il signe à l'ASVEL Lyon-Villeurbanne pour deux saisons.
En août 2019, Bilan rejoint le Dinamo Basket Sassari.
En juin 2022, Bilan s'engage pour la saison 2022-2023 avec Peristéri BC, club de la banlieue d'Athènes.

## Palmarès
- Champion de Croatie 2013, 2015
- Coupe de Croatie 2012, 2014, 2015, 2016
- Vainqueur de la Coupe de France 2017-2018 avec Strasbourg